# Der Zahlenteufel
Der Zahlenteufel (Ein Kopfkissenbuch für alle, die Angst vor der Mathematik haben) ist ein erstmals 1997 erschienenes Jugendbuch des deutschen Autors Hans Magnus Enzensberger. Die Originalausgabe wurde von Rotraut Susanne Berner illustriert und durch den Carl Hanser Verlag München (dtv) publiziert. Es ist ein spielerisch aufgebautes Buch für Kinder und Erwachsene. Insgesamt umfasst die Originalausgabe des Buches 263 Seiten.
Es handelt von einem Jungen, der die Welt der Mathematik spielerisch kennenlernt.

## Handlung
Das Buch handelt von einem kleinen Jungen namens Robert, der ein mathematisches Abenteuer in seinen Träumen erlebt. Robert leidet zu Beginn der Geschichte an Alpträumen. Er will nicht mehr von den gruseligen Dingen träumen. Eines Nachts taucht in seinen Träumen ein Zahlenteufel namens Teplotaxl auf. Zu Beginn ist Robert von seinem nächtlichen Besucher nicht besonders begeistert. Der Zahlenteufel möchte Robert einiges über die Mathematik beibringen. Eigentlich kann Robert Mathe so gar nicht leiden, da er in der Schule von Mathe nicht viel versteht und er seinen Mathematiklehrer Dr. Bockel nicht besonders leiden kann. Doch mit der Zeit beginnt er Spaß am Umgang mit Zahlen zu finden. Schnell macht ihm der Zahlenteufel klar, dass die „richtige“ Mathematik nicht viel mit dem schulischen Rechendrill zu tun hat. Er weiht ihn in Geheimnisse der Null und der Eins, der Bruchrechnung, des Wurzelziehens, der Primzahlen und vieler anderer Dinge ein, was Robert mehr und mehr begeistert. Der Zahlenteufel und Robert nutzen in der Traumwelt ein eigenes Vokabular für die mathematischen Begriffe. Die Primzahlen nennen sie zum Beispiel Primazahlen, die Wurzel nennen sie Rettich, und noch viele weitere Begriffe werden neu benannt.
Sein neuer, außergewöhnlicher Freund zeigt ihm innerhalb von zwölf Nächten, dass die Welt der Zahlen nicht nur aus langweiligen Rechenaufgaben besteht, sondern aus kniffligen Rätseln, erstaunlichen Zaubertricks und verrückten Experimenten. All das Gelernte aus seinen Träumen kann Robert am Ende der Geschichte nun auch in der Schule anwenden.

## Geschichte
Hans Magnus Enzensberger widmete das Buch seiner Tochter Theresia, welche bei der erstmaligen Veröffentlichung 11 Jahre alt war. Zu der Zeit stand sie genau vor den mathematischen Problemen, die Enzensberger in seinem Buch behandelt. Er hat das Buch geschrieben, um seiner Tochter die Angst vor der Mathematik zu nehmen und um sie zu motivieren, sich den Aufgaben und Inhalten zu stellen.
Das Buch wurde in zahlreiche Sprachen übersetzt, insgesamt wurden über drei Millionen Exemplare verkauft.

## Rezeption
- „Eine leichte und zugleich anspruchsvolle Lektüre, die beim gemeinsamen Vorlesen Spaß macht. … Enzensberger erzählt mit großer Fabulierfreude.“ Agnes Sonntag, Der Spiegel Online, 20. August 2020
- „Alle Kinder, die sich vor Zahlen fürchten, und ihre Lehrer, die an ihnen verzweifeln, können sich über diese originelle und amüsante Geschichte freuen.“ Süddeutsche Zeitung, 28. November 2014
- „Enzensberger begegnet der klassischen Angst vor Mathe mit einer guten Portion Humor und landete damit einen Volltreffer – für uns deshalb längst schon ein Klassiker.“ Libelle April 2015
- „Hans Magnus Enzensberger hat eine ebenso spannende wie kurzweilige Einführung in die hohen Weihen der Mathematik geschrieben.“ Schleswig-Holstein am Sonntag, 30. März 2008
- „Höchst vergnüglich und anregend.“ 6. August 2012, Cuxhavener Nachrichten

## Auszeichnungen
- Preis der Stiftung Buchkunst
- 1997 Luchs des Monats (Die Zeit und Radio Bremen)
- „Die besten 7 Bücher für junge Leser“, 1997 ausgewählt von Focus und Deutschlandradio
- „Pier Paolo Vergerio“, Europäischer Kinderbuchpreis

## Hörspiel
- 2007: Der Zahlenteufel (3 Teile). Komposition: Martin Daske. Regie: Burkhard Schmid (Original-Hörspiel, Kinderhörspiel – HR). Neben Hans Magnus Enzensberger als Erzähler sind Karmen Mikovic (Ansagerin), Woody Mues (Robert), Dietmar Mues (Zahlenteufel), Ursula Illert (Mutter), Volkert Kraeft (Mathematik-Genie 1), Jochen Nix (Mathematik-Genie 2) und Uwe Koschel (Mathematik-Genie 3) zu hören.[5][6][7]
- Auszeichnung: hr2-Hörbuchbestenliste Kinder- und Jugendhörbücher September 2006 (2. Platz)
- Veröffentlichung: CD-Edition: Der Hörverlag 2006, ISBN 3-89940-764-4

## Medien
- Mathe-Zirkel: Der Zahlenteufel: das Mathematik-Erlebnis auf CD-ROM. Terzio Verlag 2003, ISBN 3-932992-14-8